# Route européenne 88
Pour les articles homonymes, voir E88 et Route 88.
La route européenne 88 (E88) est une route reliant Ankara à Refahiye.